# Dielenhaus Spiegelberg 45
Das Dielenhaus Spiegelberg 45 in Wismar-Altstadt, Straße Spiegelberg, steht unter Denkmalschutz. Das Haus wird (oder wurde) durch die Deutsche Stiftung Denkmalschutz und durch die Hebammenpraxis Mudder Griebsch genutzt.

## Geschichte

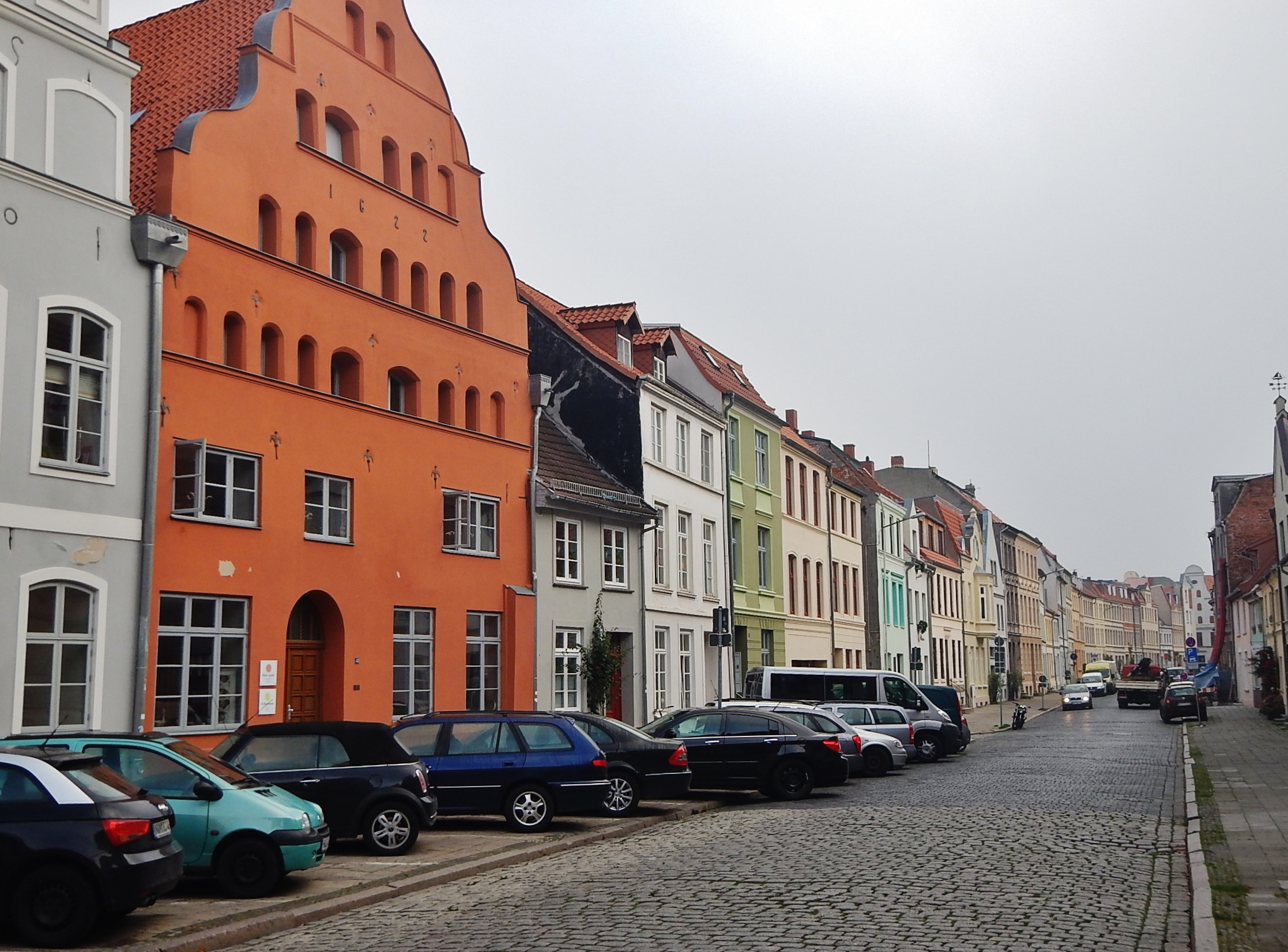
Spiegelberg in Wismar

Das dreigeschossige Dielenhaus hat mittelalterliche Ursprünge (Keller, Brandwand). Es erhielt 1622 seine heutige Form, wurde des Öfteren umgebaut und hat Stilelemente der Renaissance und des Barocks. Der prägende breite Giebel hat zeittypische Voluten und einen runden glockenförmigen oberen Abschluss.
Bis 2012 erfolgte durch die Deutsche Stiftung Denkmalschutz als Bauherrin zusammen mit dem Dielenhaus Spiegelberg 47 eine umfassende Sanierung und der Umbau für ein Büro der Stiftung und drei Wohnungen.
Die Restaurierung und der Einbau zweier barocker, floral bemalter Holztafeldecken erfolgte 2012 und 2015 mit Mittel aus dem Investitionsprogramm Nationale Welterbestätten in Räumen des Babytreffs. Die Decken stammen aus einem einsturzgefährdeten Gebäude Hinter dem Rathaus und waren über zehn Jahren eingelagert.
In direkter Nachbarschaft befindet sich gegenüber der sanierte Speicher Spiegelberg 48a als Dielenhaus. In Wismar steht zudem noch das Dielenhaus Lübsche Straße 23 (Welt-Erbe-Haus) unter Denkmalschutz.